# Leptometopa
Leptometopa är ett släkte av tvåvingar. Leptometopa ingår i familjen sprickflugor.

## Arter
- Leptometopa aelleni
- Leptometopa albipennis
- Leptometopa beardsleyi
- Leptometopa broersei
- Leptometopa coquilletti
- Leptometopa flaviceps
- Leptometopa halteralis
- Leptometopa kaszabi
- Leptometopa lacteipennis
- Leptometopa latipes
- Leptometopa mallochi
- Leptometopa matilei
- Leptometopa mcclurei
- Leptometopa nilssoni
- Leptometopa niveipennis
- Leptometopa pacifica
- Leptometopa pecki
- Leptometopa rufifrons
- Leptometopa veracildae